# یاساکانی نو ماگاتاما

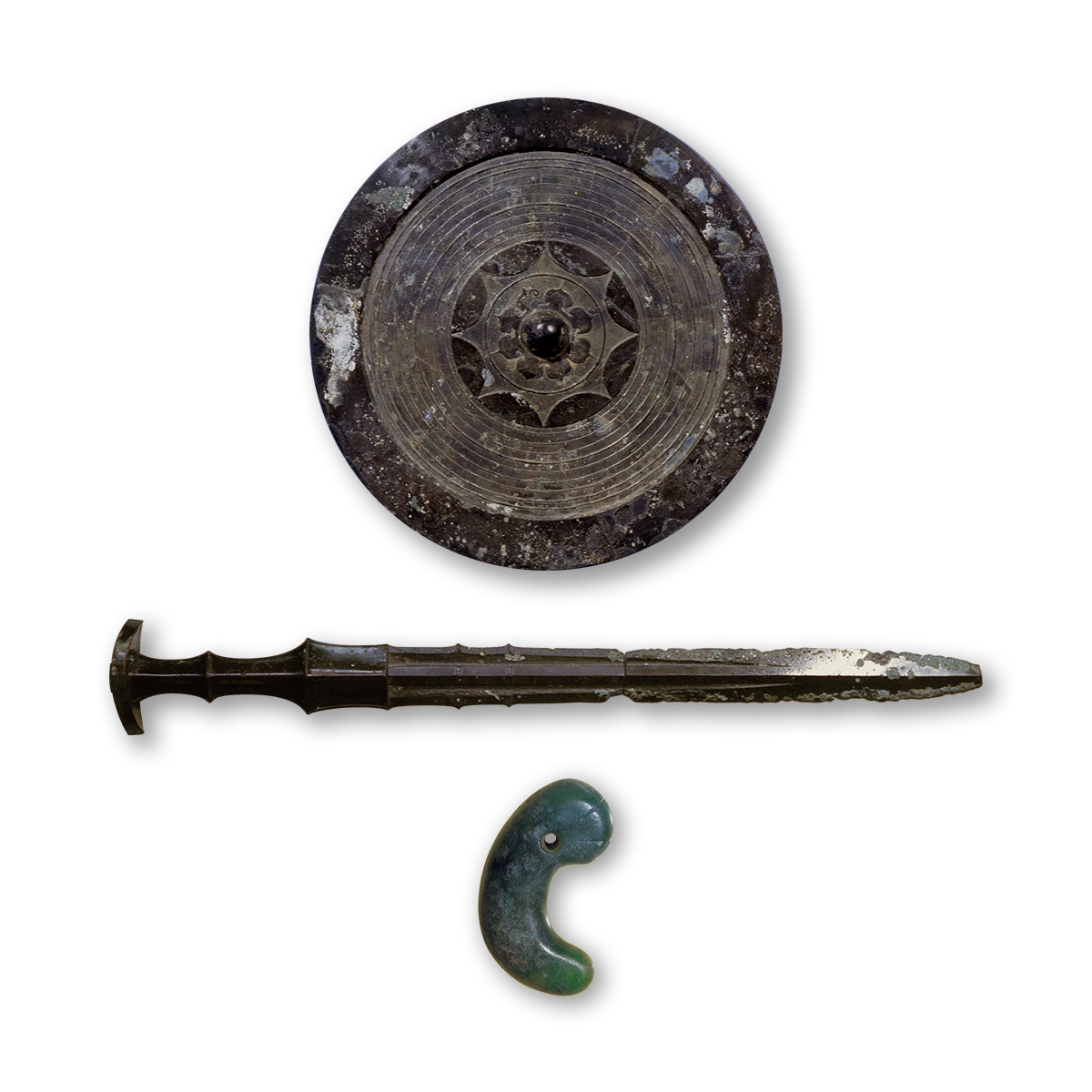

یاساکانی نو ماگاتاما (به ژاپنی: 八尺瓊勾玉 やさかにのまがたま) مهره الهی، یکی از سه گنجینه مقدس ژاپن به همراه آینه یاتا نو کاگامی و شمشیر کوساناگی است.
در پایان دوره هی‌آن، در ۲۵ آوریل ۱۱۸۵، در جریان نبرد دان نو اورا، مادربزرگ امپراتور آنتوکو او را در آغوش گرفت و همراه با آینه یاتا نو کاگامی و شمشیر کوساناگی وارد دریا شد. بر پایه داستان هیکه، او مهر الهی را زیر بغلش گذاشت و شمشیر را بر کمرش بست و غرق شد. با این حال، از آنجایی که یاساکانی نو ماگاتاما در یک جعبه بود، جعبه شناور شد و توسط خاندان گنجی بازیابی شد. همچنین گفته می‌شود که آینه و مهره که در دریا گم شده بودند، به دستور میناموتو نو یوریتومو، توسط ماهیگیر یوزو ایواماتسو که از تور خود برای بالا کشیدن آینه و یاساکانی نو ماگاتاما استفاده کرد، پیدا شدند.
در سال سوم کاکی (دوره) (۱۴۴۳)، در طی حادثه کینکتسو دو شاهزاده برادران تسوزوسو (مرگ ۱۴۴۳)  و کینزوسو ja:金蔵主 (مرگ ۱۴۴۳) که گفته می‌شود اعضای خانواده امپراتوری از دربار جنوبی هستند، به کاخ امپراتوری حمله کردند و قصد ترور امپراتور گوهانازونو را داشتند و دو گنج از سه گنجینه مقدس ژاپن شمشیر و یاساکانی نو ماگاتاما را به سرقت بردند. برادران به کوه هیئی گریختند، اما توسط شوگون‌سالاری موروماچی سرکوب شدند. در میان گنجینه‌های مقدس ربوده شده، شمشیر به دربار شمالی بازگردانده شد، اما مهره مقدس نزد دربار  جنوبی باقی ماند.